# Оук Риџ (Луизијана)
Оук Риџ (енгл. Oak Ridge) град је у америчкој савезној држави Луизијана.

## Демографија
По попису из 2010. године број становника је 144, што је 2 (1,4%) становника више него 2000. године.
| Група             | 2000.       | 2010.       |
| Белци             | 130 (91,5%) | 130 (90,3%) |
| Афроамериканци    | 11 (7,7%)   | 14 (9,7%)   |
| Азијати           | 0 (0,0%)    | 0 (0,0%)    |
| Хиспаноамериканци | 0 (0,0%)    | 0 (0,0%)    |
| Укупно            | 142         | 144         |